# ココナッツによる死

ハワイのホノルルにある注意看板

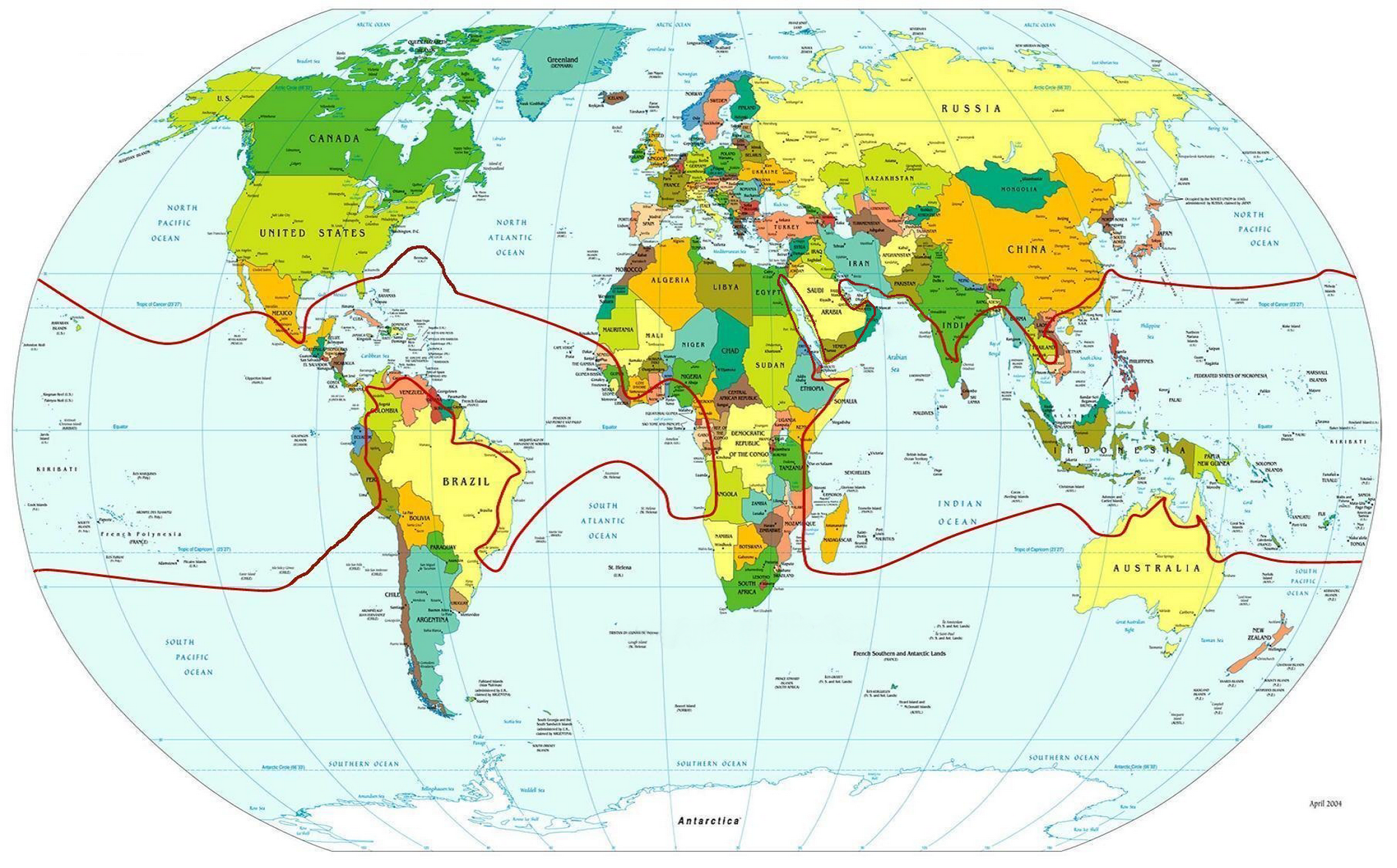
ココヤシの自然生息する範囲が赤い線で示されている

ココナッツによる死（ココナッツによるし）では、ココナッツが原因となった死について記述する。ココナッツが木から落ちて人に当たると、背中、首、肩、頭に重傷を負うことがあり、時には致命傷を負うこともある。このココナッツによる死者数が誇張されて都市伝説として広まっている。
後述する「落下するココナッツによる負傷について」という1984年の研究が発表され、木から落ちたココナッツによる死亡事故は誇張された形で世に広まっていった。毎年150人がココナッツ落下により死亡しているという説が、根拠を欠いたまま世界的な都市伝説として普及した。2002年にはサメによる人的被害に関する専門家が、世界では毎年150人がココナッツの落下で亡くなっていると発言したことで、この伝説はさらなる勢いを得た。この統計は、サメが原因で死亡した人の数が年間5人程度であることと対比されることが多い。
2002年、オーストラリアのクイーンズランド州当局がココナッツによる死亡事故を防ぐために地元のビーチからココナッツの木を撤去したことを受けて、ある有名紙はココナッツを「殺人果実」と評した。ココナッツによる実際の死亡事故に関する歴史的な資料は少なくとも1770年代にまで遡ることができる。活字化された記録にはココナッツを兵器として使用した例も含まれている。第二次世界大戦中の日本軍による「ココナッツ爆弾」のことである。

## 背景
ココヤシ（学名：Cocos nucifera）は高さ30メートルまで育つこともあり、羽状の葉が4-6メートル、その羽片は60-90センチメートルほどになる。古くなった葉はきれいに剥がれ落ちるため、幹はなめらかなままである。ココヤシの木は一年に75個もの果実をつけることもあるが、実際は年に30個以上の実をつけることはあまりない。その果実であるココナッツは大きくなると1.44キログラムに達する。ココヤシは世界80カ国で栽培されており、その果実の総生産量は年間6100万トンにも及ぶ。

## バルスの研究
ココナッツによる死亡事故という逸話の起源は1984年にピーター・バルス博士が発表した研究論文「落下するココナッツによる負傷」に求められる。この論文のなかでバルスは、自身が拠点とするパプアニューギニアでの4年間の観察に基づき、怪我で入院する患者の2.5%はココナッツ落下による負傷であり、うち少なくとも2人が死亡していると述べている。この数字が誤って援用され、後の世界で150人が亡くなっているという説につながった。その前提となっているのは、世界各地に同じ割合でココナッツによる死者がいるという考え方であった。
2001年、バルスの論文は「追試できないしすべきでもない」研究と認定されイグノーベル賞医学賞を受賞した（イグノーベル賞受賞者の一覧#2001年を参照）。彼はこのありがたくない栄誉を受けたことに対してカナダのCMAジャーナルに「日常的にこうした怪我を治療している身としてはまったく笑えない話だ」と語っている。

## 都市伝説
バルスの論文が発表された後の1985年2月、ニューヨーク・タイムズはココナッツの木によって起きた事故を報じており、記事によれば「ココナッツが落下すると、下に立っている人間にほぼ2000ポンドの力で激突する」とされている。
バルスの論文が発表されてから、ココナッツによる死亡者数は誇張されたまま拡散し始めた。死亡事故のうわさがあまりに広がったために、2004年にこうした噂は「ジャーナリズムによる現代の神話」と言われ、また、2012年に、ニュースコラムのストレイト・ドープはそれが神話に過ぎないことを論じ、都市伝説になっていると指摘した。
「ココナッツによる死」に関する主な報道や出来事には、以下のようなものがある。
- 2001年8月、トレド・ブレイド（英語版）は「専門家の調査」によって人間は「食事をもとめて回遊する鮫」よりも豚やココナッツの落下によって死亡する可能性が高い、と報じた[14]。
- 2002年2月、デイリー・テレグラフはココナッツの木がオーストラリアのクイーンズランド州のビーチから撤去されていることを報じて、「ココナッツによる死」を防ぐためだとした[15]。
- 2002年4月、ボストン・ヘラルドは「旅行者は殺人果実ことココナッツに注意を」と題した特集ページを組んだ。記事ではクイーンズランド州でココナッツが生ったヤシの木を撤去したことを報じ、地元当局が「キャンプをする者にココナッツの木の下にテントを張らないよう助言している」とした[16]。
- 2002年5月、アメリカのサメ研究所 (Shark Research Institute) はイギリスの保険会社が出したプレスリリースを引用して分析を行ったために、都市伝説の普及に一役買ってしまった。この保険会社は、パプアニューギニアに旅行する人に向けた旅行保険を売り出そうとして、ココナッツは「サメの10倍も危険」だという文句をつくりだしたのである[9]。
- 2002年6月、ニューヨーク・タイムズは前述の「サメに殺される可能性は、木から落下するココナッツにより死亡するよりも少ない」というバージェスの主張を載せている[17]。
- 2003年3月、ペンシルバニア州のモーニング・コール（英語版）は、「サメよりもココナッツの落下のほうが30倍の死亡率である」と述べた[18]。
- 2005年7月、シカゴ・サンタイムズのリチャード・ローパーは、2001年のロンドン・タイムズの記事を引用して、「サメよりもココナッツの落下のほうが死ぬ確率が高い」と主張した[19]。
- 2006年には、国際サメ被害目録の管理者であるジョージ・バージェスが「ココナッツの落下によって世界では毎年150もの人が亡くなっている」と主張したことで都市伝説にはさらなる勢いがついた[20]。
- 2009年2月、CBSニュースは「サメよりもココナッツの落下によって死ぬ可能性のほうが大きい」と報じた[21]。
- マサチューセッツ州の海岸でサメが目撃されたことをうけ、2009年9月、ボストン・グローブは地元住民のことばを借りて「ココナッツが頭に落ちて死ぬよりもサメに殺されるほうがまれだ」と述べている[22]。
- 2010年11月、ガーディアンはインド政府がムンバイのガンジー博物館にあるココナッツの木を撤去したことを報じて、少し前にこの街を訪れていた「オバマ大統領の頭に実が落ちることを懸念した」ためだとしている。この記事ではバルスの研究が引用されており、「インド政府のおかげで（おそらくはバルス氏のおかげでもあるが）、オバマは最近のムンバイ訪問でココナッツによって怪我をすることはなかった」としている[23]。
- 2011年10月、オーストラリア放送協会が放映した番組の中で、シドニー大学のクリストファー・ネフは「誰も統計のことなど気にしないのかもしれないが、人はサメに食べられるよりも、ココナッツによって殺されるほうが可能性が高いのだ」と主張している[24]。

## 記録

### ココナッツの落下による死

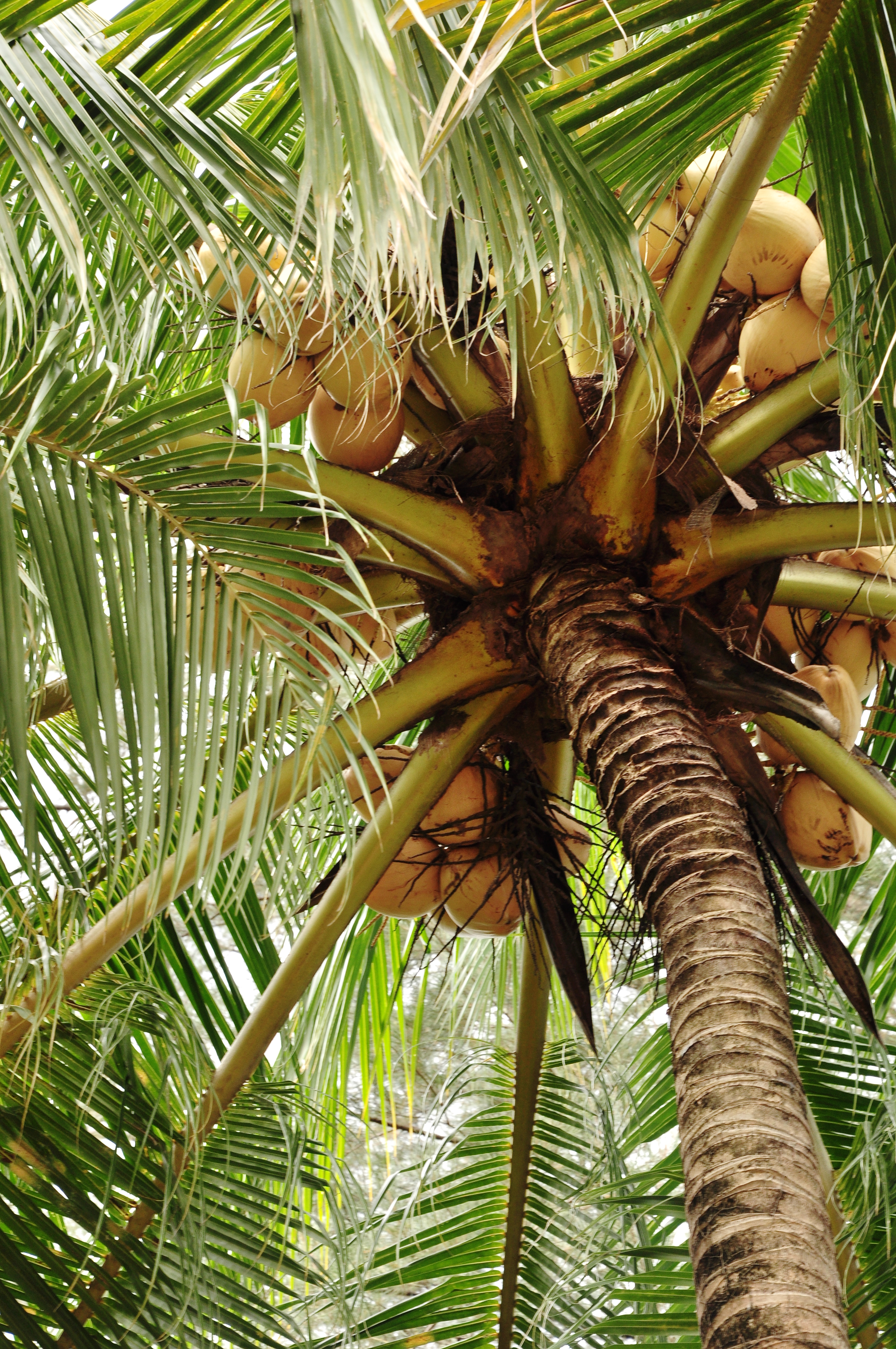
メキシコ、カンクン近郊

落下したココナッツが実際に人を殺すためには、木が十分に重くなった実を高いところから落とすことが前提となる。記録された例としては次のようなものがある。
- 1777年ごろ、クック諸島マンガイア島のテトイ王の第二夫人は「落下した青い木の実」に当たって亡くなっている。原因となったヤシの木は即座に取り除かれた[26] 。
- 1904年に出版された「ココヤシのすべて」の著者は、1833年につくられた調査報告を見直してみると、セイロン島では4人がココナッツの落下により死亡していることが明らかになると述べている[27]。
- 1943年1月、ガダルカナル島ヘンダーソン飛行場のそばで、睡眠中のアメリカ海兵隊員の頭にココナッツが落下し、そのまま隊員は死亡した。彼はガダルカナル島に従軍して4ヶ月ものあいだ激しい戦闘を生き延びており、翌朝には島を離れる予定になっていた。海兵隊のフランシス・フォックス・パリーは「4ヶ月にわたる血の雨をくぐり抜けてきたのが、まさかココナッツの一撃を受けるためだったとは、なんとも敵の銃撃に倒れること以上に受け入れがたいことだった」と述懐している[28]。
- 1966年、パプアニューギニア、ラバウルの住人がココナッツの木の下で昼食をとっているときに亡くなっている。彼はココナッツが顔面に落下している[29]。
- 1973年7月、ハワイ島の「ワイキキで15メートルのヤシの木から落下したココナッツの雹」（と表現された）を浴びて2歳の少女が亡くなり、その叔母も怪我を負っている。警察は女性が幼女のおしめを替えているときに「57個のココナッツの房」が木から降ってきたと記録している[30][31]。
- 1991年11月、スリランカ南部で行われた葬式に参列した者が頭にココナッツが落ちて死亡した[32]。
- 1997年12月、バヌアツ共和国の住人がココナッツの落下で死亡している。彼女が台風から自分の家を守るために葉や枝を集めていたときのことだった[33]。
- 2001年4月、同じくバヌアツの人間が、台風の影響による悪天候からシェルターになるものを探していて、落下したココナッツを頭に受けて死亡している[34]。
- 2010年5月、インドのティルヴァナンタプラムで、宗教的な儀式をおこなっている最中に1歳半の幼女が亡くなっている。この子は母親のひざで眠っているときに頭にココナッツが落ちてきた[35]。
- 2010年8月、コロンビアのメルガルで、69歳の男性が自宅そばでロッキングチェアに腰かけているときに12mのヤシの木から落ちてきたココナッツにあたって死亡した[36]。

### その他
ココナッツによる死は、重力に従って木から落ちてきた実に当たり死亡するのが典型的な例であるが、他のバリエーションも記録されている。
非常に変わった例でいうと1930年代にインドで起こった事件がある。世界中の新聞が報じているが、インドの小学生が「不思議な」「魔法をかけられた」ココナッツによって殺されたものだ。教室から本を持ち出した人間を見つけようとしたハーナハリの小学校教師が、自分の受け持つ生徒たちにナーマム（ヒンドゥー教のシンボルの一種）のあるココナッツに触るように命じたときのことである。教師は本をとった生徒がココナッツに触れると「神の怒り」を受けると説明した。ある生徒が触ることを嫌がったが、それでも無理矢理ココナッツに触らされた。するとその子は高熱がでて譫妄状態に陥り、一時間も経たないうちに死亡したという。
1983年4月、ココナッツがフロリダ州シエスタキーの砂浜に打ち上げられたアカボウクジラの死因だと報じられている。ココナッツの殻がクジラの腸につかえていたためであった。
1997年5月には、ココナッツオイル（ヤシ油）による死亡事故が報じられた。ウクライナ、キエフの工場で生産ラインの管理者がココナッツオイルのタンクのなかで溺死した。行方不明の届けが出ていた彼の遺体が発見され、警察はココナッツオイルに誤って落ちたか、押されて落ちたかの調べを行った。
2009年にタイ王国で、ココナッツ採取のために猿を使役していた48歳の男性が、酷使に怒った猿によって樹上から投げつけられたココナッツが頭部にあたって死んでいる。
そのほかにも強力な兵器としてココナッツが使われた例がある。
- 1944年、日本軍がレイテ島をアメリカ軍から防衛するために「ココナッツ爆弾」を使用していたとする証言が公表された。そのフェルドマン大佐によれば、これは中身をくりぬいたココナッツに手榴弾とピクリン酸をいれて作られる爆弾で、蝋でふさいだココナッツはひもを結わえ付けられ、アメリカ軍めがけて投げ込まれた[42]。
- 2004年7月、55歳のスリランカ人がココナッツを頭に受けて死亡した。警察は、これが木から落ちてきた実によるものではないと結論を出し、むしろ被害者が自分の小屋に友人グループを招いて闇酒パーティーをしていたときに喧嘩に発展していたことに原因があることを明らかにした[43]。

ココヤシの木が倒れたために死亡事故が起きた例も挙げることが出来る。
- 1992年4月、マレーシアで81歳の老人が、非常に強い風を受けて根こそぎ倒れたココナッツの木の下敷きとなって死亡した。彼の家族の証言によれば、老人は「ココナッツとり」の仕事をしており、以前にも木は彼のほうに倒れたがそのときは助かっていた[44]。
- 2006年5月、成人男性と少年がフィリピン諸島を襲ったトロピカルストームの最中に倒れたココヤシの下敷きになり亡くなった[45]。
- 2011年8月、マレーシアのクアラトレンガヌでオートバイを運転していた56歳の男性が、まるごと1本倒れてきたココナッツの木に当たって死んだ[46]。
- 同じく2011年8月、インドのムンバイでマイルストーン・キャピタルのCEO、ヴェド・プラカシュ・アルヤが倒れてきたココヤシの木がぶつかり、亡くなった。事件後に持ち上がった木を切り倒す計画に地元の自治体は反対して「ココナッツの木の伐採許可は出せない。そもそもココナッツの木々が倒れるのはきわめて稀な事態である。この木は非常に強い風速にも耐えることができるので、この街の気候にあっている」という声明を出した[47]。

ココヤシが、強風や津波などが起こったとき、木に身体をしばりつけた人の命を救えるだけの丈夫さをもっていることは認められている。

## ココナッツと訴訟
ココナッツの落下による死や怪我がもとになった訴訟問題もメディアで報道されている。
1956年、マイアミ市は市が所有する木から落ちたココナッツが足に当たった女性に300ドルを支払っている。この事件を弁明しようとしたマイアミ市側の弁護士の説明によれば、その危険性は警告されてきたという。なぜなら「ココナッツが褐色がかってくれば、それがいまにも落ちてくるであろうことは、道理をわきまえた人間であれば当然考えることだから」である。
1977年7月、落下したココナッツがあたったハワイの警察官に3万9千ドルが支払われている。警官がラハイナの歩道に落ちた葉を掃除しているときに頭に実が落ちてきたもので、地所のオーナーは木の管理を怠ったとして起訴されたのだった。
2004年12月、イギリスのホテルを訪れたブラウンという男性は、朝食を食べているとき、そばにココナッツが落ちてきて頭に当たり亡くなった。その妻は後にドミニカ共和国資本のホテルと夫婦の旅行を計画した代理店を訴えている。後者に対しては過失があったと認められ、裁判所に55万ドル相当の賠償金の支払いが命じられた。しかしこの旅行代理店は倒産したため、実際に支払われることはなかった。

## 大衆文化
アメリカの詩人フレデリック・シーデルは「ココナッツ」と題した詩を書いており、この作品には次のような詩行がある。
ココナッツは落ちてきて、頭に当たることがある
もしほんとうに高いところから落ちたなら、その一撃でひとは死ぬ
ココヤシのしたの死、これこそ僕の人生だ！
落下したココナッツによる怪我は、アメリカのテレビ番組「ギリガン君SOS」の呼び物でもあった。1965年6月のエピソードは、ギリガンの鼻にココナッツが落ちてきて怪我をしたことをめぐって展開する。俳優のボブ・デンバーは、このシリーズの成功を次のように語っている。「小さな子どもが大好きだったみたいなんだ。ギリガンの食事を奪って逃げる猿やココナッツで頭を打った男を笑うのにとびきりの知性も推理力も必要ないからね」。デンバーが亡くなったとき、番組プロデューサーのシャーウッド・シュワルツはスラップスティックコメディアンとしての才能を十分に認められたとはいいがたいデンバーについてこう語った。「おおかたの人間は、落ちてくるココナッツに対するリアクションだけが求められる場所で俳優をやることが難しいだなんて考えやしないものだ」。
2006年3月、ニューズウィークはエンロンの前CEO、ケン・レイを風刺する記事を掲載した。レイは頭に落ちてきたココナッツがもとで記憶喪失にかかり、自分がCEOを務めていたときにエンロンで起こったことについては思い出すことが出来ないと証言したからである。
ローリング・ストーンズのキース・リチャーズが2006年4月に脳震盪を起こして手術を受け、入院していたとき、レポーターたちのなかにはリチャーズが「ココナッツが当たった」ことが原因だと誤って伝えるものがいた。実際にはココナッツの実が落ちてきたのではなく、自分が木から落ちてしまったのだった。
アーケードゲームおよびファミコン用ゲーム『ドンキーコング3』では、敵役ドンキーコングが頭上からココナッツを主人公のスタンリーにめがけて投げ落とすという描写がある。当たるとミスになる。
2017年、ウェブサイト「デイリーポータルZ」のライター・ネルソン水嶋がベトナムでココナッツ農園を経営している一家を訪ね、ココナッツの落下で人が死ぬことがあるかと尋ねた。